# Каза Алберт (Бјела)
Каза Алберт је насеље у Италији у округу Бијела, региону Пијемонт.
Према процени из 2011. у насељу је живело 70 становника. Насеље се налази на надморској висини од 314 м.